# Cryptoblepharus pallidus
Cryptoblepharus pallidus är en ödleart som beskrevs av  Mertens 1928. Cryptoblepharus pallidus ingår i släktet Cryptoblepharus och familjen skinkar. Inga underarter finns listade i Catalogue of Life.